# Таннер Мэйс
Таннер Мэйс (англ. Tanner Mayes, род. 31 мая 1989 года) — американская порноактриса латиноамериканского происхождения.

## Биография
Таннер Мэйс родилась в городке Эйдриан, штат Мичиган. В порноиндустрию пришла в 2008 году в возрасте 19 лет. По её словам, в порноиндустрию её пригласила Мисси Мэй.
С конца ноября 2009 года она начала сотрудничать с журналом Whack! Magazine, для которого она написала ряд статей под названием Tanner Mayes’ aDICKtion Issues.

## Премии и номинации
| Год  | Премия     | Результат | Категория                                                            | Фильм                  |
| ---- | ---------- | --------- | -------------------------------------------------------------------- | ---------------------- |
| 2010 | AVN Award  | Номинация | Лучшая групповая лесбийская сцена (вместе с Алийс и Лондон Киз)      | Girlgasmic 2           |
| 2010 | AVN Award  | Номинация | Лучшая новая старлетка                                               | н/д                    |
| 2010 | AVN Award  | Номинация | Лучшая сцена триолизма (вместе с Лекси Белл и Эриком Эверхардом)     | Jailbait 6             |
| 2010 | XBIZ Award | Номинация | Новая старлетка года                                                 | н/д                    |
| 2010 | XBIZ Award | Победа    | Лучшая новая старлетка года (выбор зрителей)                         | н/д                    |
| 2010 | XRCO Award | Номинация | Новая старлетка                                                      | н/д                    |
| 2010 | XRCO Award | Номинация | Кремовая мечта                                                       | н/д                    |
| 2011 | AVN Award  | Номинация | Лучшая парная лесбийская сцена (вместе с Prinzzess)                  | Women Seeking Women 65 |
| 2011 | AVN Award  | Номинация | Лучшая сцена стриптиза                                               | Fresh Picked           |
| 2011 | AVN Award  | Номинация | Лучшая сцена триолизма (Ж/М/М) (вместе с Джо Блоу и Крисом Строксом) | My Teen Swallows       |
| 2012 | AVN Award  | Номинация | Лучшая М/Ж сцена (вместе с Тони Рибас)                               | Slutty & Sluttier 13   |
| 2012 | AVN Award  | Номинация | Лучшая сцена стриптиза                                               | Slutty & Sluttier 13   |